# Svend Bundgaard
Svend Bundgaard (25. april 1912 - 21. december 1984) var en dansk matematiker uddannet fra Københavns Universitet i 1935. Efter ansættelser på Polyteknisk Læreanstalt og efterfølgende ved Københavns Universitet, blev han i 1954 den første professor i matematik ved Aarhus Universitet. Bundgaard ledede Institut for Matematik (Aarhus Universitet) frem til 1971, hvor han blev rektor for Aarhus Universitet.